# Sfida nello spazio
Sfida nello spazio (Assault on Dome 4) è un film statunitense del 1996 diretto da Gilbert Po.

## Trama
Alex Windham, il super-criminale appena evaso di prigione, ha preso il controllo di Dome 4, un avamposto scientifico di un altro pianeta, dopo essere stato fuggito da Marte per costringere i membri del Dome 4 di costruire le armi. Tra gli ostaggi c'è anche Lily Moran, la moglie dell'avvocato Chase Moran, e quest'ultimo vuole cercare di salvarla.